# 장초점 렌즈

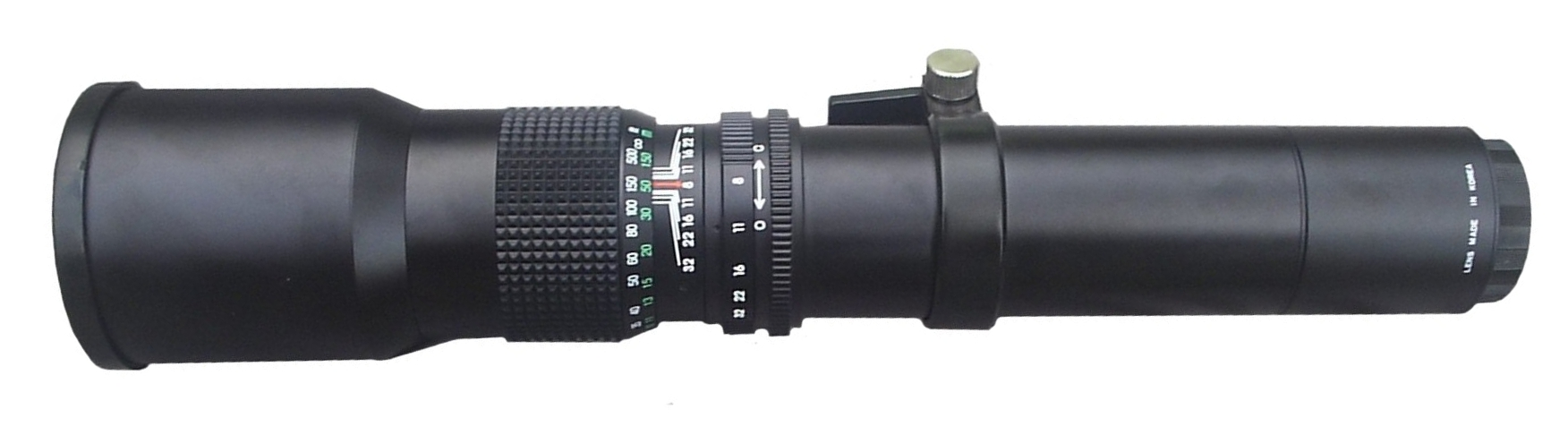
망원 렌즈 형식이 아닌 500mm 장초점 렌즈

사진술에서 장초점 렌즈(long-focus lens)는 필름이나 센서의 사선 거리보다 긴 초첨 거리를 가진 카메라 렌즈이다. 멀리 있는 피사체를 가까이 보이게 하기 위하여 사용된다. 장초점 렌즈는 관련된 초점 거리에 의해 분류된 세 가지 기본적인 사진 렌즈의 하나로, 다른 두 종류의 렌즈는 표준 렌즈와 광각 렌즈이다. 다른 종류의 카메라 렌즈와 같이 초점 거리는 주로 렌즈에 쓰인 밀리미터 값으로 표현된다. 가장 일반적인 형태는 초점 거리보다 렌즈의 물리적 거리를 짧게 만들기 위하여 특별한 렌즈를 조합한 망원 렌즈이다. 

## 같이 보기
- 필름 규격
- 몰래촬영